# Ꚇ
Ꚇ (minuskule ꚇ) je již běžně nepoužívané písmeno cyrilice. V minulosti bylo používáno v abcházštině. Jedná se o variantu písmena Ч.